# Stonehocker Point
Der Stonehocker Point ist eine felsige Landspitze an der Budd-Küste des ostantarktischen Wilkeslands. Sie bildet den westlichen Ausläufer der Clark-Halbinsel und ist Standort der 1969 aufgegebenen Wilkes-Station.
Die Wilkes-Station wurde hier 1957 errichtet und zuerst von einer Mannschaft um den US-amerikanischen Polarforscher Carl R. Eklund (1909–1962) bezogen. Eklund benannte die Landspitze nach dem US-amerikanischen Ionosphärenphysiker Garth Hill
Stonehocker (1925–1999), der 1957 zur Überwinterungsmannschaft auf der Wilkes-Station während des Internationalen Geophysikalischen Jahres gehörte.